# Steinkiste

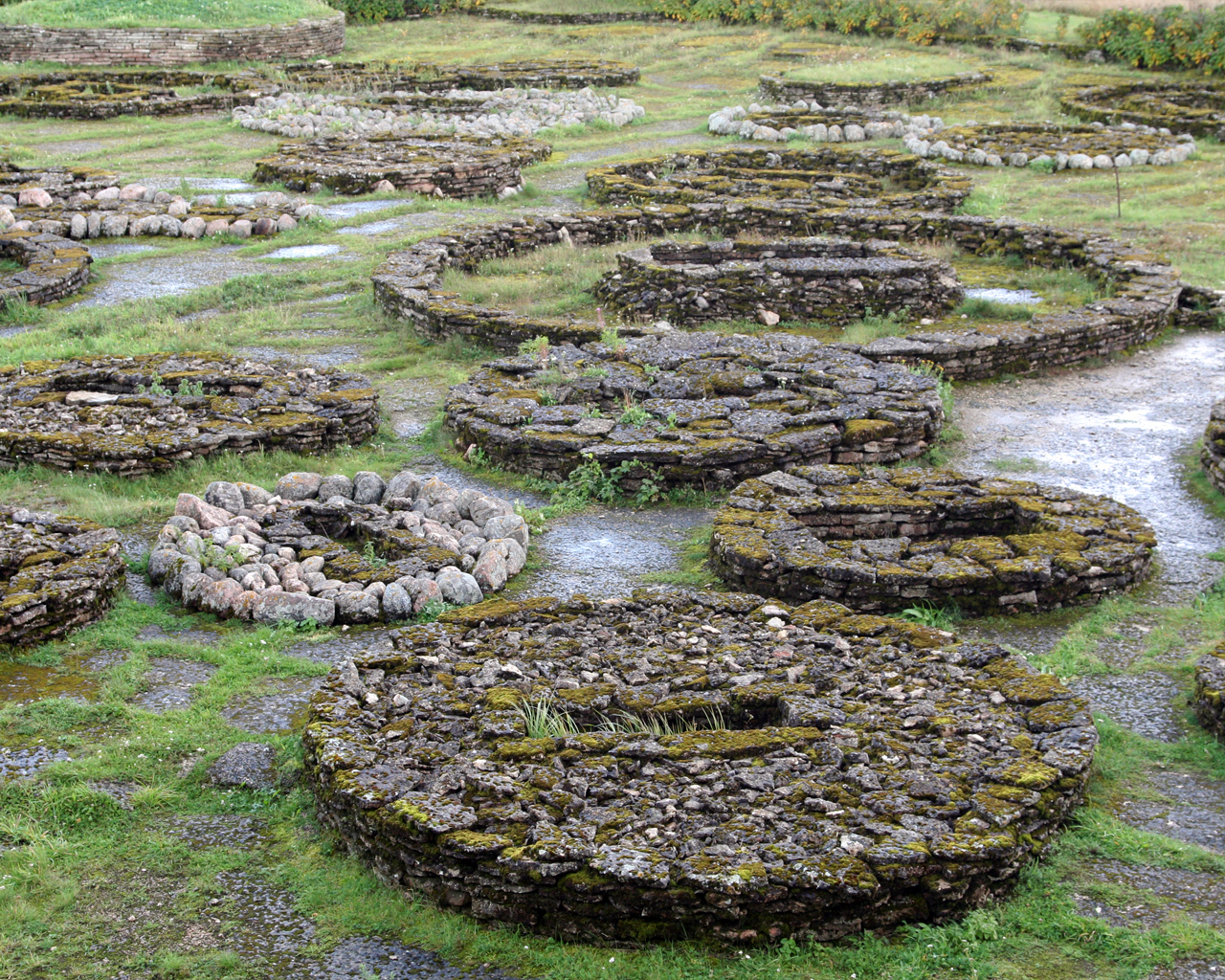
Estnisches Steinkistenfeld Jõelähtme

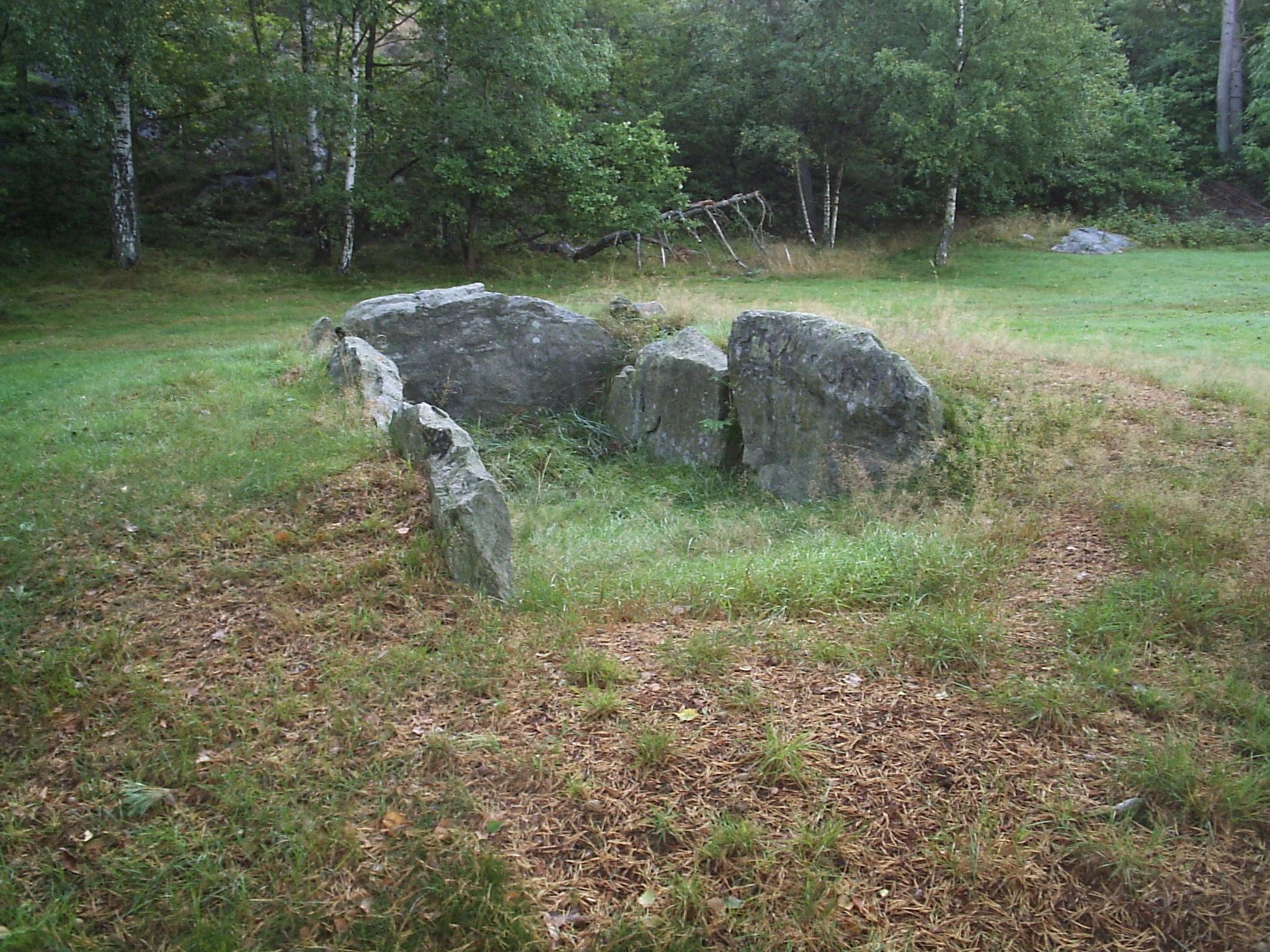
Kung Rings grav ist eine Steinkiste in der Nähe des Delsjön bei Göteborg in Schweden

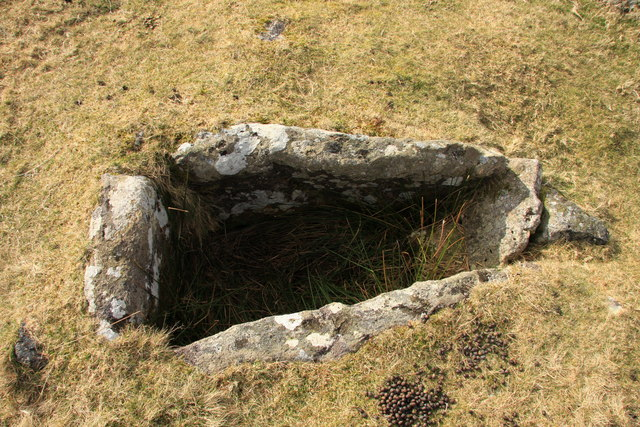
Steinkiste im Harford Moor; Devon

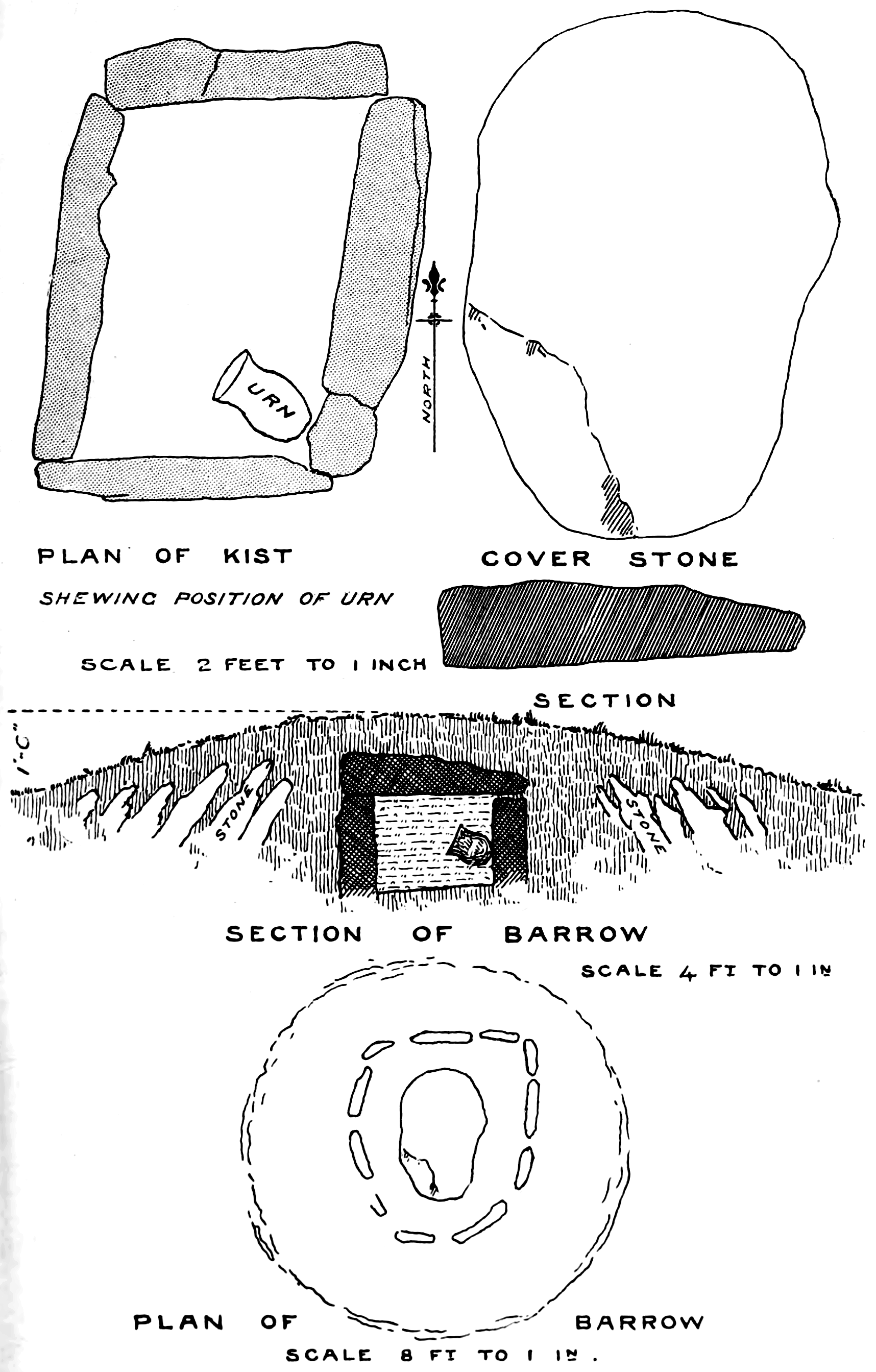
Steinkiste von Chagford auch Meacombe Cist

Die Steinkiste (englisch stone cist; dänisch stengrav oder hellekiste; schwedisch hällkista; kornisch cistvaen oder kistvaen; französisch coffre mégalithique) ist ein steinzeitliches oder jüngeres Depot für Skelette oder menschliche Knochen. Diese Form findet sich in Teilen Eurasiens und im Orient sowie in Süd- und Ostasien. In den Gebieten mit europäischer megalithischer Architektur finden sich Steinkisten parallel zu anderen Anlagenarten, aber auch vor oder nach deren Errichtung. In der Schweiz gehört die ab 4300 v. Chr. auftretende Steinkiste vom Typ Chamblandes zu den ältesten megalithischen Anlagen.
Die Monumente sind Ausdruck der Kultur und Ideologie neolithischer Gesellschaften. Entstehung und Funktion gelten als Kennzeichen der sozialen Entwicklung.
Steinkisten bestehen zumeist aus flachen, senkrecht gestellten Steinplatten in einer kastenartigen, selten einer polygonalen Form. Wenn sie unterirdisch oder bodennah liegen, können sie außer mit einer (selten mehreren) Deckenplatte von einem Cairn, einer Röse oder einem Tumulus bedeckt sein. Nur ausnahmsweise (lokal) ist auch der Boden aus Steinplatten.

## Typologie
Eine Steinkiste hat im Prinzip keinen Zugang (allerdings gibt es solche mit Seelenloch). Obwohl es oberirdisch angelegte Steinkisten gibt, die mitunter in einem inzwischen abgetragenen Hügel lagen (Juelsberg), waren die meisten in die Erde eingetieft (Filholm, Folehaven in Dänemark). Die nordjütländischen Grabkisten mit Randsteinen, Zugang, Schwellensteinen und geräumiger Kammer, deren Deckstein mitunter sogar von Steinpfosten getragen wird, erinnern an Tempelbauten. Die Frage, ob bestimmte kleine Kisten megalithischer oder submegalithischer Natur sind, ist wie beim Urdolmen umstritten. Hans-Jürgen Beier bezeichnet vom Material her kistenartige Bauten mit seitlichen Zugang als „Ganggrabkisten“.

## Abgrenzung zwischen Steinkisten, Grabkisten und Urdolmen
In der Nekropole von Brüssow-Wollschow, in der Uckermark, kamen 14 Urdolmen (fünf sind erhalten) und 28 Steinkisten vor. In vielen Fällen ist eine klare Trennung unmöglich. Die Unterschiede bestehen im Grad der Einsenkung und im Material der Wandsteine. Bei Urdolmen bestehen sie aus Geschieben, bei Steinkisten aus Platten. Ob dies für die neolithischen Menschen von Relevanz war, bleibt fraglich. Der Grundplan der nordischen Grabkisten ist, wie bei vielen Dolmen, birnenförmig, trapezförmig oder zumeist viereckig. In Verlängerung der Kammer setzt ein kurzer, nach Süden weisender Gang mit einem Schwellenstein an.
Von dem schwedischen Archäologen Oscar Montelius (1843–1921) wurde die Steinzeit in eine „Dolmen-, Ganggrab- und Steinkistenzeit“ eingeteilt. Die Steinkistenzeit entspricht dabei dem Endneolithikum (Becherkulturen). Diese Einteilung hat kaum noch Bestand.

Steinkisten
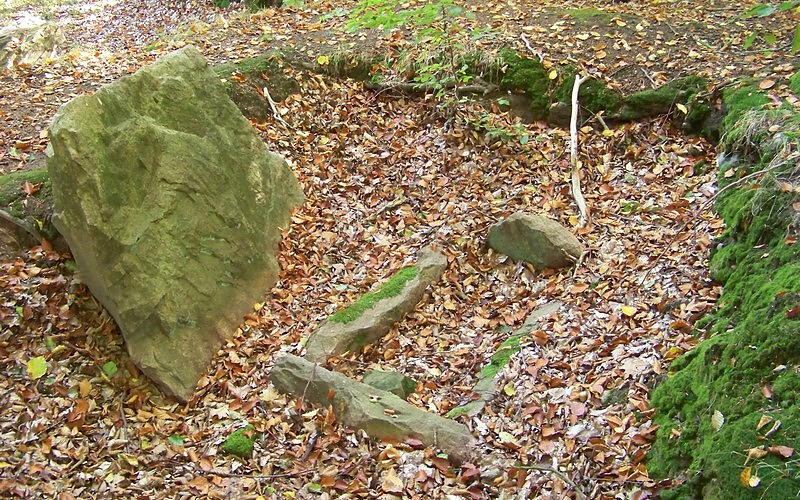
Steinkisten bei Gielow
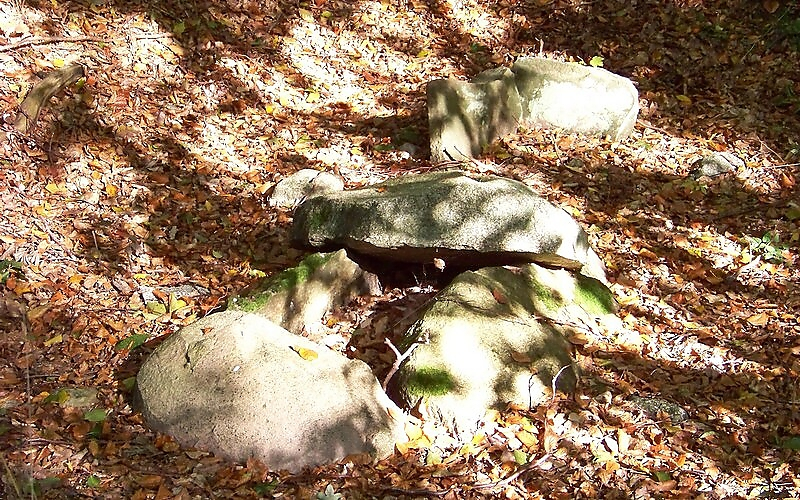
Steinkisten bei Gielow
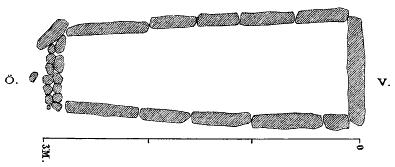
Grundriss der Steinkiste bei Vadstena (Schweden)
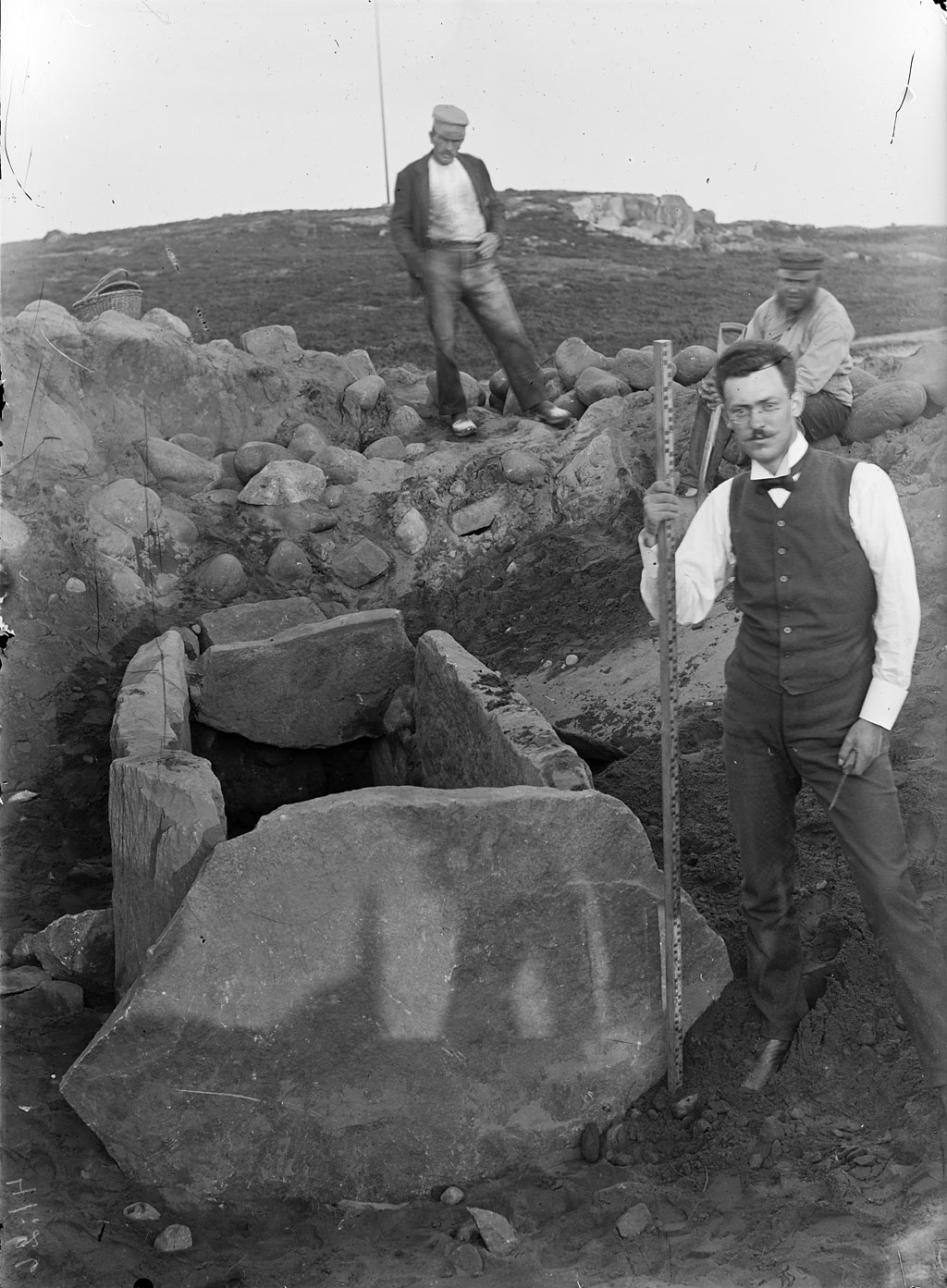
Steinkiste von Söndrum in Halland
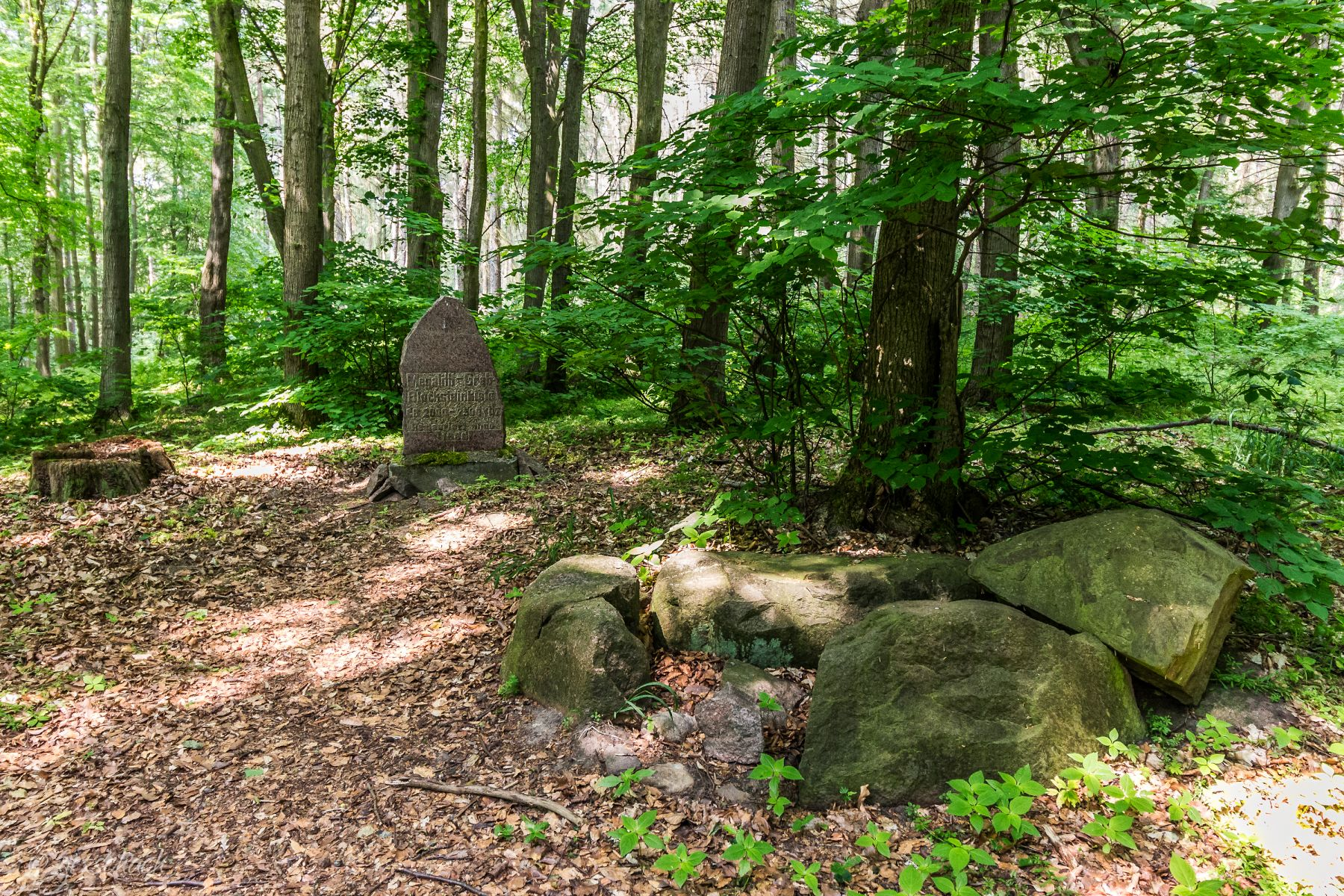
Steinkiste bei Melzow/Uckermark
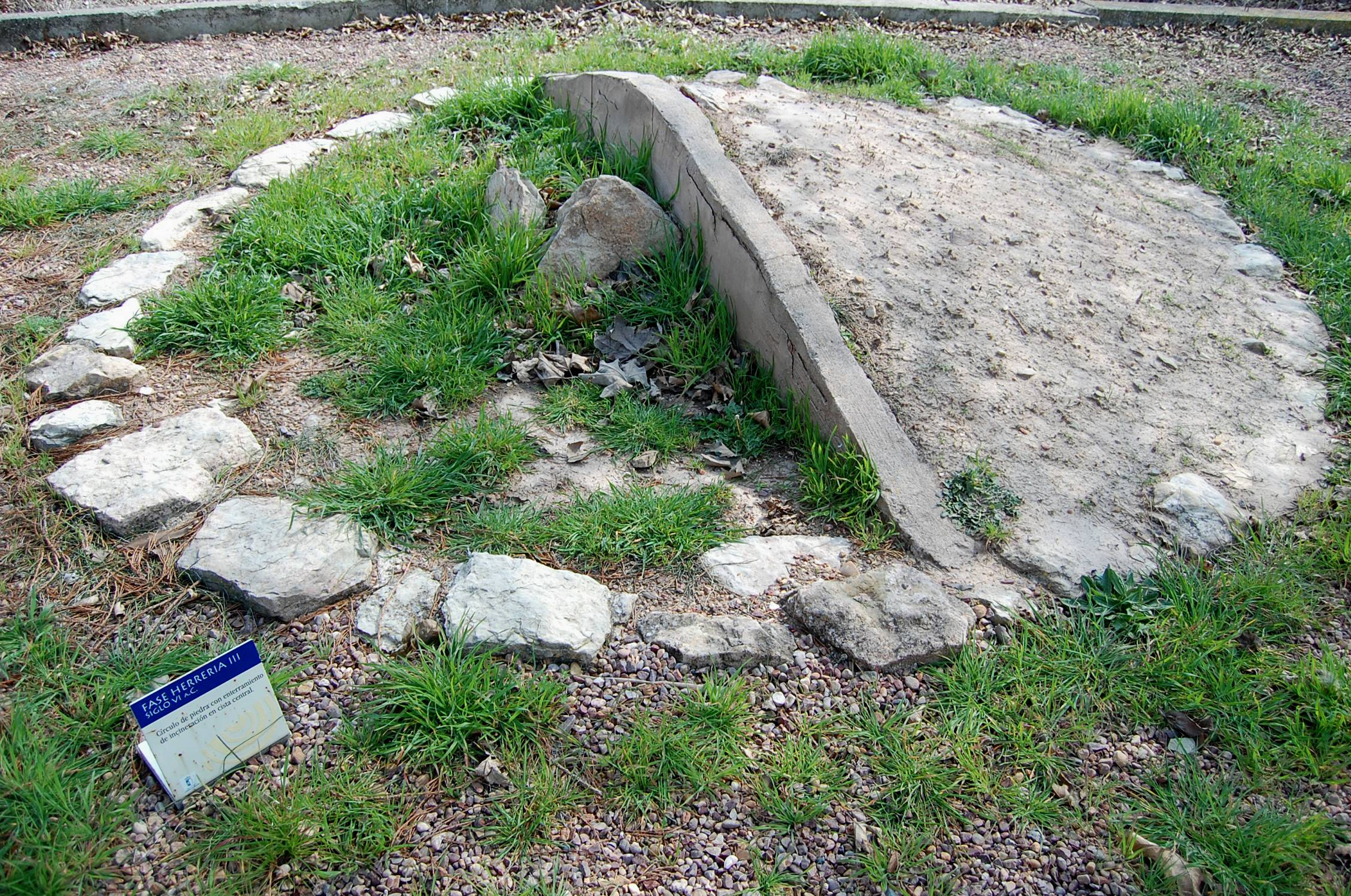
Keltiberische Steinkiste in Spanien

### Steinkisten im Umfeld der Trichterbecherkulturen

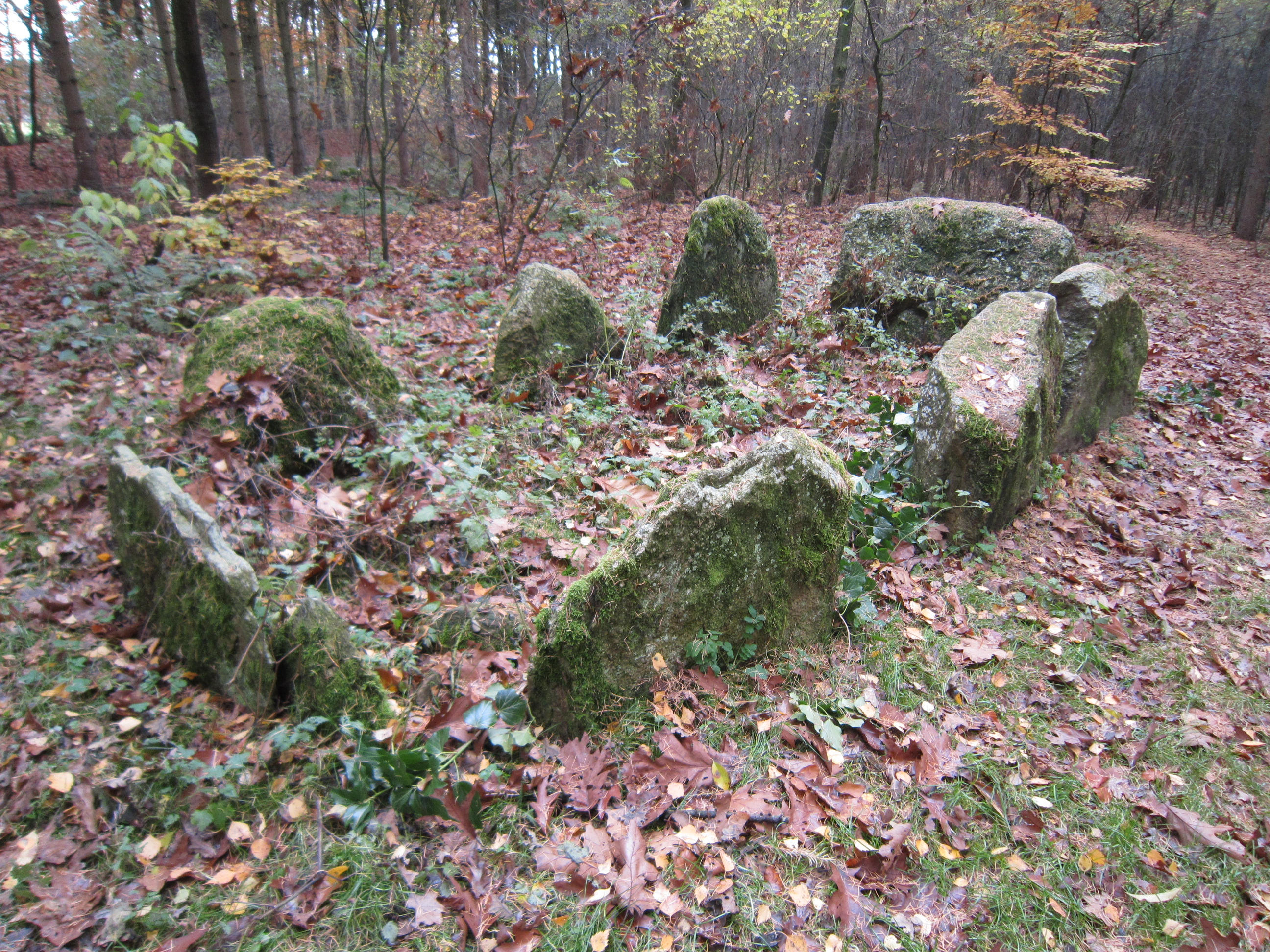
Steinkiste in Lindern (Oldenburg)

Im Norden Mitteleuropas und in Skandinavien (einschließlich Finnlands – Steinkiste von Kolhaara) erscheint die Steinkiste mit der jüngeren Phase der Trichterbecherkulturen (TBK) etwa ab 3500 v. Chr. Am Ende der Steinzeit gibt es in diesem Gebiet und darüber hinaus folgende unterscheidbare Kisten:
- die „kleinen Kisten“ in der Uckermark
- die Grabkisten an der Straße der Megalithkultur im westlichen Niedersachsen
- die Grabkisten und mit grobem Trockenmauerwerk erstellte Kisten in Nordjütland
- die megalithischen Steinkisten in Schweden
- die megalithischen Steinkisten unter Hügeln in Kujawien, Polen
- die kleineren Steinkisten aus Blockmaterial werden in Mitteldeutschland als „Blockkisten“ oder „-kammern“ (Wollschow 19 + 29) bezeichnet. Der Übergang zu den Steinkisten, deren Wände aus mehr plattigem Material bestehen, und zu den Urdolmen ist fließend.
- die Kisten der Nachfolger der TBK, Steinkiste im Uelzener Stadtwald
- die Block- oder Plattenkisten der Kugelamphorenkultur im nordöstlichen Polen (Steinkisten in Ostpreußen)
- die endneolithischen (oder späteren) Kisten der Bootaxtkultur in Schweden, der Kugelamphoren-Kultur, der Bernburger Kultur, der Becherkulturen und anderer Kulturen

Im hercynischen Raum sind auch eigene Bezeichnungen wie Galeriegrab üblich.

### Endneolithikum

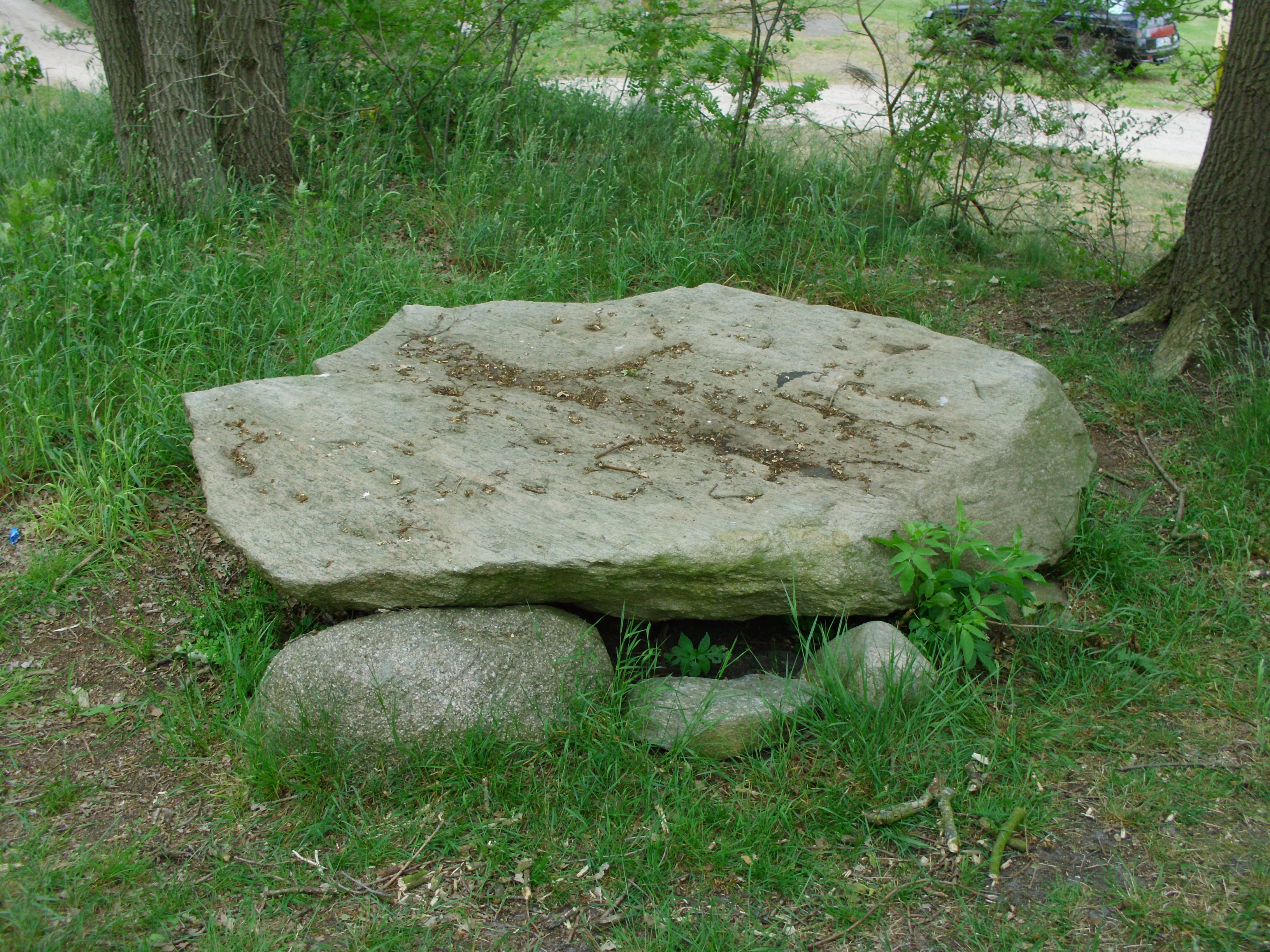
Bargloyer Steinkiste

Endneolithische Steinkisten finden sich  auch unter Erd- und Steinhügeln. Als Beispiel dafür ist die Bargloyer Steinkiste mit ihrem von Schälchen übersäten Deckstein zu nennen. Die Steinkiste in der Feldmark Rade, die  Steinkiste von Fehrenbruch und die Steinkiste von Deinste sind wahrscheinlich Anlagen der Einzelgrabkultur. In Sachsen-Anhalt sind die Kisten von Langeneichstädt (Bernburger Kultur) und die ungeöffnete vorgefundene Steinkiste von Esperstedt (Schnurkeramiker) zu nennen. Besonders zahlreich sind große (bis zu 14 m lange) und kleine Kisten dieser Zeit in Schweden (Södra Härene in Västergötland, Fjällsökla/Frändefors in Dalsland). Sie liegen sowohl im Boden als auch unter zumeist flachen Erd- und Steinhügeln von eckiger, ovaler oder runder Form. K. Ebbesen zählt 17 Steinkisten auf, die sich als sekundäre Einbauten in den Grabhügeln von Megalithanlagen der TBK finden.

### Bronzezeit
In Schweden werden die Steinhügel, unter denen sich die nunmehr ausschließlich kleinen Steinkisten finden, Röse genannt. Eine eindrucksvolle Konstruktion ist die Röse von Kauparve auf Gotland. Hier geben die Kisten am Ende ihre rechteckige Form auf und werden knapp unter der Erdoberfläche als Schiffe gestaltet. Eine Variante der Steinkiste ist die Grabkiste, die in Schweden aus plattigen bearbeiteten Tafeln errichtet wurde und bildsteinartige Verzierungen trägt, die bis in christliche Zeit (1200 n. Chr.) in Gebrauch ist. In Norwegen wurde im Drakjihaugen bei Steinkjer eine dreieckige Steinkiste mit Leichenbrand gefunden. Auf Orkney wurde eine solche im Fresh Knove entdeckt. Weitere schottische Steinkisten finden sich bei Beauly, auf dem Dunan Aula und in Holm (Inverness).
Eine andere seltene Form, die oft in Verbindung mit Steinkisten anzutreffen ist, sind die im Englischen Boulder Burials genannten Felsblockgräber. Einige Felsblöcke tragen auch Cup-and-Ring-Markierungen oder Schälchen beziehungsweise Schalengruben. Letztlich wird in den nun wieder sehr kleinen Steinkisten auch Leichenbrand deponiert (Smerup auf Thyholm, Dänemark).
Die bekannteste Steinkiste Deutschlands ist die Steinkiste von Anderlingen im Landkreis Rotenburg (Wümme), auf deren südlichem Abschlussstein drei menschliche Figuren in der Manier skandinavischer Felsritzungen zu sehen sind, die in Deutschland einzigartig sind. Die Kammer aus Granitplatten war nordwestlich-südöstlich ausgerichtet und hat die lichten Maße von 2,0 Meter mal 0,7 Meter. Von der einstigen Körperbestattung haben sich nur wenige Knochenreste erhalten. Nach den Beigaben zu urteilen war hier in der älteren Bronzezeit ein Mann bestattet worden. Die Steinkiste von Anderlingen wurde versetzt und im Maschpark von Hannover neu aufgebaut.
In Norwegen, wo die meisten Kisten im Østfold liegen (Haldenvassdraget, Spydeberg), sind nur etwa ein Dutzend Steinkisten bekannt.

### Sonstige
Die sieben Steinkisten und die steinzeitliche Siedlung von Kaseküla (auch Kasekla) liegen in Läänemaa in Estland ca. 0,5 km südwestlich vom Zentrum des Dorfes. Sie wurden 1971 entdeckt und im Jahr 1973 wurde die nördlichste, in einem Steinkreis gelegene Steinkiste ausgegraben.

## Felskistengräber

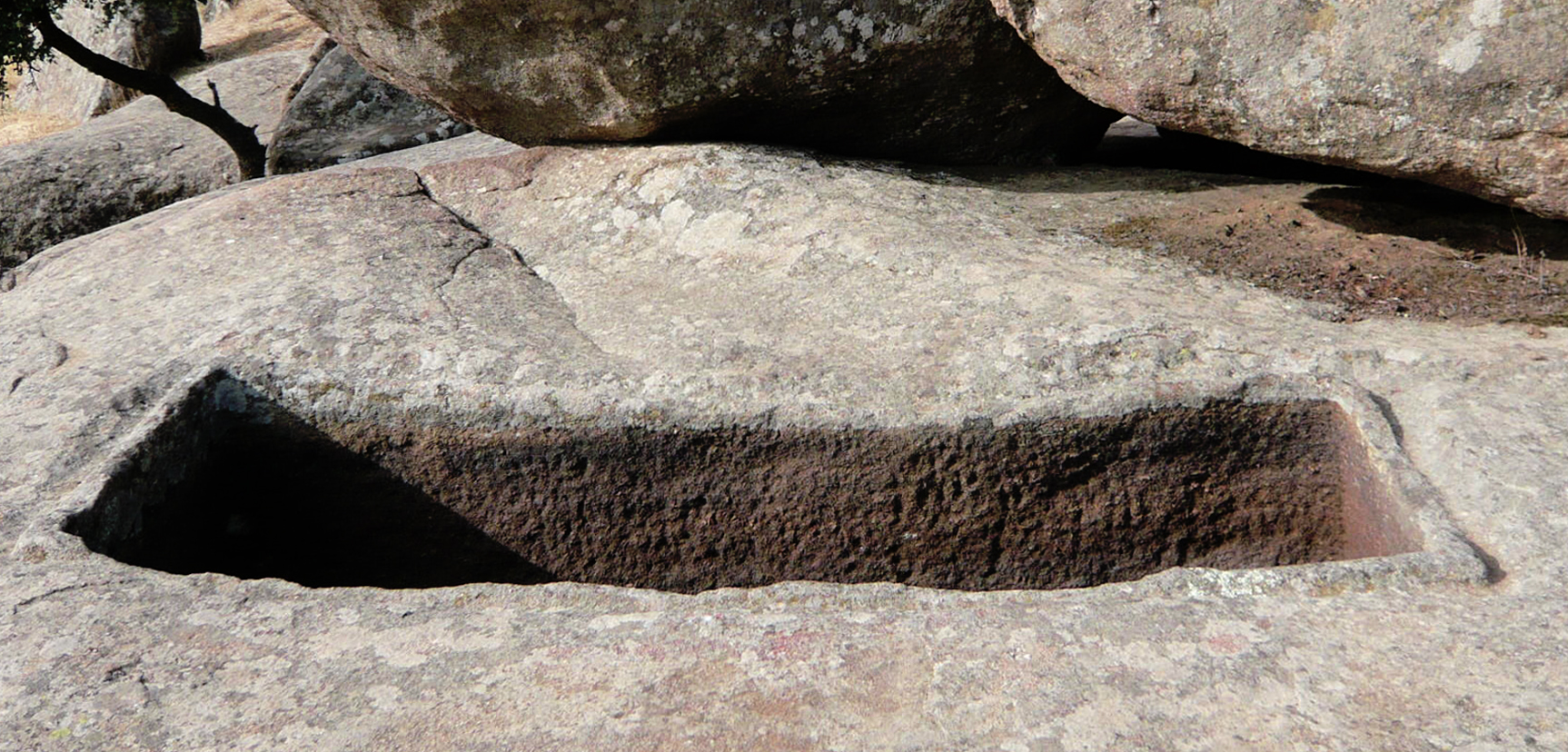
Steinkiste bei Los Navalucillos, Provinz Toledo

- Mehrere in den Felsgrund gehauene und ursprünglich von Steinplatten bedeckte Steinkistengräber finden sich in der Nekropole von Marshan bei Tanger in Marokko. Sie wurden in römischer Zeit neu genutzt; Funde von Grabbeigaben sind im Musée de la Kasbah ausgestellt.
- Früh- und hochmittelalterliche Steinkistengräber befinden sich in einem von der örtlichen Kirche überragten Felsen in Duruelo de la Sierra im Nordwesten der spanischen Provinz Soria. In den westlich angrenzenden Nachbarorten Palacios de la Sierra und Quintanar de la Sierra finden sich ähnliche Felsgräber.
- Weitere Gräber dieser Art wurden bei Los Navalucillos in der zentralspanischen Provinz Toledo entdeckt.
- Die mittelalterliche Nekropole von Peciña zählt etwa 50 Gräber dieser Art.
- Originell sind auch die Steinkisten bei der Ermita de San Vicente bei Cervera de Pisuerga.